# Zwanenburg (Dinther)

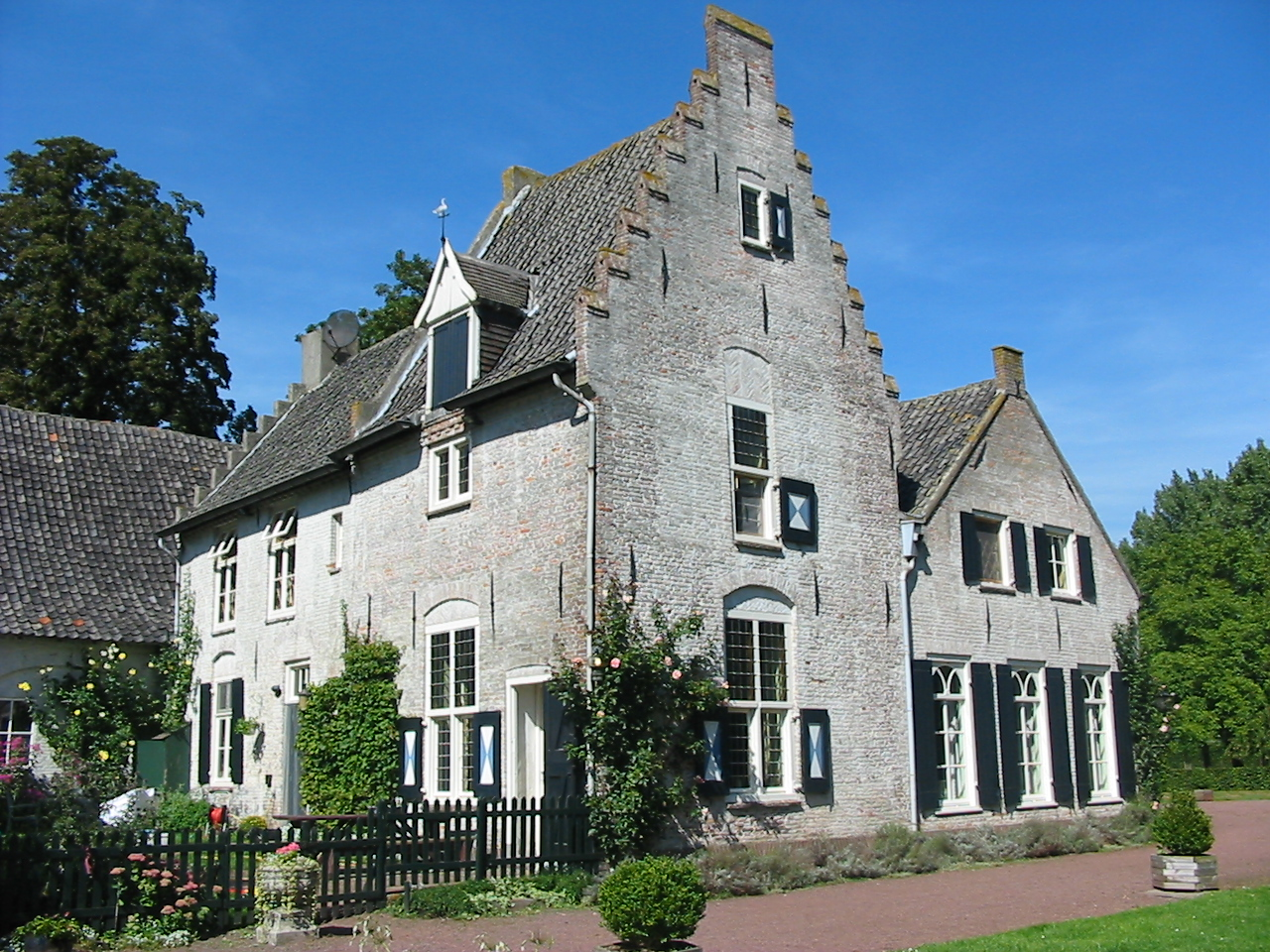
Zwanenburg

Zwanenburg is een middeleeuwse versterkt huis in de Nederlandse plaats Dinther. Van de zes versterkte huizen die ooit in Dinther stonden, is Zwanenburg als enige overgebleven.

## Geschiedenis
Rond 1400 werd er op de plaats van het huidige huis een stenen kamer gebouwd. De zuidoostelijke bouwmassa van het huidige huis stamt uit ca. 1480-1520. Circa 1620 werd er een stuk aangebouwd; de zuidwestelijke bouwmassa. De noordwestelijke bouwmassa stamt ook van rond 1620, maar werd aan het eind van de zeventiende eeuw ingrijpend verbouwd. In 1733 was het huis vervallen, maar later werd het weer hersteld. In 1850 werd het deel met de empire boogramen gebouwd, de noordoostelijke bouwmassa. In 1865 brandde de boerderij, die los van het huis stond, af en werd herbouwd tegen het huis. Tussen 1946 en 1953 volgde er een grootscheepse restauratie van het hoofdhuis. De aangebouwde boerderij werd in 2008 geheel gerestaureerd.

## Bewoners
In 1317 woonde de weduwe Spierings van Dinther op 't goed ten Bueghe; het huis is dan waarschijnlijk eigendom van Jan II Berthout van Berlaer, heer van Helmond. In 1378 gaf Jan III Berthout van Berlaer de gemene gronden van Dinther uit aan de inwoners van Dinther. In 1407 was Dirk Spierings van Dinther eigenaar van het goed ten Bueghe, hij verkreeg dit via een erfdeling, maar zijn moeder bleef op de 'huysinge die rondom in zijn grachten lag' wonen. Dirks dochter trouwde met Jan van Kessel, waardoor het huis in diens handen kwam. In 1455 wordt hun zoon Jan Janszn. van Kessel beleend met de hoeve ten Boegh, en krijgt daarbij ook recht van visserij en het Recht van zwanendrift.
Halverwege de zeventiende eeuw was het huis in handen van Gijsbert van Schout die wilde bewijzen dat hij die heerlijke rechten ook bezat. Hij krijgt dit bewezen voor het gerecht te Veghel en noemt het landgoed en huis vanaf toen Zwanenburg.
In 1700 wordt Jacob van der Hoeven, heer van Heeswijk en Dinther genoemd als eigenaar van het huis. In 1798 werd het huis door de toenmalige heer van Heeswijk, Cornelis Jacob Speelman, verkocht aan Johannis van Sandvoort. In 1835 gaat het over in handen van Josephus Franciscus de Kuyper. Via het huwelijk van zijn achterkleindochter jonkvrouwe Cecile H.E.M. de Kuyper met dr. F.S. van Bouwdijk Bastiaanse kwam het in die familie, die het nog steeds bezit.
In de eerste helft van de 20e eeuw tot 1946 is Zwanenburg verhuurd aan de familie O.M. van Boetzelaer. In de Tweede Wereldoorlog heeft deze familie er met succes meerdere joodse onderduikers gehuisvest, waaronder de bekende schrijver Leonard de Vries.

## Vroegere Kastelen in Dinther
- Kasteel Aardenburg
- Kasteel Avestein
- Kasteel Ten Bogaert
- Kasteel Rodenburg
- Kasteel Ten Weijer